# Dumitru Tiutiuca
Dumitru Tiutiuca (n. 23 august 1941 – d. 19 octombrie 2021) a fost un profesor universitar, critic literar, istoric literar, teoretician și eseist din România.